# Sabirabad (cidade)
Sabirabad (também, Galagayin, Petropavlovka, Petropavlovskoye e Sabirabad) é uma cidade e capital do distrito de Sabirabad  do Azerbaijão. A cidade foi renomeada em homenagem ao poeta Mirza Alekper Sabir.
Sabirabad - centro administrativo do distrito de Sabirabad da república do Azerbaijão. Em 1935, o distrito recebeu o status de cidade subordinada.
Sabirabad está localizada na margem direita do rio Kura. Nas proximidades da cidade chamada Sugovushan, o rio Araz é fundido com o rio Kur.